# 西蒙氏觸角䲁
西蒙氏觸角䲁（學名：Antennablennius simonyi），為輻鰭魚綱鳚形目䲁科觸角䲁屬的一種，種名是為了紀念奧地利數學家和昆蟲學家奧斯卡·西蒙尼（Oskar Simony，1852-1915），分布於西印度洋亞丁灣到波斯灣海域，本魚體延長，呈長橢圓形，側扁，頭部有觸鬚，背鰭硬棘12枚、背鰭軟條18-20枚、臀鰭硬棘2枚、臀鰭軟條19-21枚，體長可達5.5公分，棲息在淺水區和沿海水域，通常躲在洞穴，以藻類為食，雌魚產附著性卵，雄魚有護卵行為。